# Гетьман Війська Запорозького
Гетьман Війська Запорозького — колишня історична урядова посада та політична інституція Війська Запорозького в Україні, яка була еквівалентом голови держави. Посада була ліквідована указом Російського Правлячого Сенату від 17 листопада 1764.

## Коротка історія
Вперше посада була заснована Богданом Хмельницьким у часи великого повстання в середині XVII століття. Напередодні Зборівської битви король Ян II Казимир зі свого боку номінував на неї Семена Забузького, але через поразку змушений був підписати Зборівський договір, згідно з яким вона все ж була визнана за Хмельницьким. Протягом цього періоду посада була виборною. Всі вибори, крім перших, затверджувалися Радою Старшини в Чигирині, який до 1669 року слугував столицею Війська Запорозького.
Від часі Переяславської ради 1654 року декілька полковників та іншої старшини змовилися з Московським царством та 1663 провели Чорну раду в Ніжині, яка обрала Івана Брюховецького, як альтернативного гетьмана. Від часів поразки Петра Дорошенка в 1669 році титул Гетьмана було прийнято обраними про-Російськими гетьманами резиденція яких знаходилася в Батурині. В ході Великої Північної війни один з них, Іван Мазепа, вирішив повстати проти російського панування в 1708 році, що пізніше призвело до жахливих наслідків для Війська Запорозького, як і для Запорозької Січі. Адміністрація була перенесена в Глухів де лялька Мазепи була публічно страчена й піддана анафемі Російською православною церквою. Пізніше, наприкінці XVIII століття вона була успішно скасована урядом Росії при розширенні території Російської імперії до узбережжя Чорного моря.
У 1764 році російська імператриця Катерина II видала секретну інструкцію для князя Вяземського, який був генерал-прокурором Правлячого Сенату.
“Малоросія, Лівонія, Фінляндія є провінціями, які управляються на основі наданих їм привілеїв; порушити їх раптовим скасуванням буде дуже неетично, але назвати їх чужими і ставитися до них, як таких, було б більшим за помилку; можливо, навіть нонсенсом. Ці провінції, а також Смоленськ повинні бути найпростішим способом русифіковані для того, щоб вони перестали «дивитися, як вовки в ліс». Досягти цієї мети буде дуже легко, якщо мудрі мужі будуть обрані губернаторами цих провінцій. Коли Малоросія не матиме свого гетьмана, необхідно, щоб з часом й ім'я гетьманів зникло.”
Катерина II, 1764

## Перелік посадових осіб
| #                                                            | Гетьман | Гетьман                         | Обраний (подія)         | Обійняв посаду                                  | Полишив посаду    |                                                                                   |
| ------------------------------------------------------------ | ------- | ------------------------------- | ----------------------- | ----------------------------------------------- | ----------------- | --------------------------------------------------------------------------------- |
| 1                                                            |         | Богдан Хмельницький (1596–1657) | 1648 (Січ)              | 26 січня 1648                                   | 6 серпня 1657     | Переяславська рада, Військовий союз Москви з Гетьманщиною                         |
| 2                                                            |         | Юрій Хмельницький (1641–1685)   | смерть батька           | 6 серпня 1657                                   | 27 серпня 1657    |                                                                                   |
| 3                                                            |         | Іван Виговський (бл. 1608–1664) | 1657 (Корсунь)          | 27 серпня 1657 (підтверджено: 21 жовтня 1657)   | 11 вересня 1659   | Спроба примирення з Річчю Посполитою                                              |
| 4                                                            |         | Юрій Хмельницький (1641–1685)   | 1659 (Германівка)       | 11 вересня 1659 (підтверджено: 11 вересня 1659) | жовтень 1662      | Перший васалітет Московії, пізніше погодився на автономію в межах Речі Посполитої |
| 5                                                            |         | Павло Тетеря (1620?–1670)       | 1662 (Чигирин)          | жовтень 1662                                    | липень 1665       |                                                                                   |
| Період руїни та громадянської війни                          |         |                                 |                         |                                                 |                   |                                                                                   |
| (1)                                                          |         | Іван Брюховецький (1623–1668)   | 1663 (Ніжин)            | 27 червня 1663 (підтверджено: 27 червня 1663)   | 17 червня 1668    | про-московитська фракція, перейшли на іншу сторону через Андрусівське перемир'я   |
| 6                                                            |         | Петро Дорошенко (1627–1698)     | 1666 (Чигирин)          | 10 жовтня 1665 (підтверджено: січень 1666)      | 19 вересня 1676   | Союзна угода з Османською імперією                                                |
| (2)                                                          |         | Дем'ян Многогрішний (1631–1703) | 1669 (Глухів)           | 17 грудня 1668 (підтверджено: 3 березня 1669)   | квітень 1672      | про-московитська фракція                                                          |
| (1)                                                          |         | Михайло Ханенко (1620–1680)     | 1669 (Умань)            | 1669 (підтверджено: 2 вересня 1670)             | 1674              | пропольська фракція                                                               |
| 7 (3)                                                        |         | Іван Самойлович (1630ті–1690)   | 1672 (Козацька діброва) | 17 червня 1672                                  | серпень 1687      | про-московитська фракція                                                          |
| (2)                                                          |         | Стефан Куницький (?–1684)       | 23 серпня 1683          | 23 серпня 1683 (підтверджено: 24 серпня 1683)   | січень 1684       | пропольська фракція                                                               |
| (3)                                                          |         | Андрій Могила (?–1689)          | січень 1684             | січень 1684 (підтверджено: 30 cічня 1684)       | січень 1689       | пропольська фракція                                                               |
| Завершення періоду руїни та громадянської війни              |         |                                 |                         |                                                 |                   |                                                                                   |
| 8                                                            |         | Іван Мазепа (1639–1709)         | 1687 (Коломак)          | 4 серпня 1687                                   | 6 листопада 1708  | «позбавлення» титулу, дискредитація                                               |
| 9                                                            |         | Іван Скоропадський (1646–1722)  | 1708 (Глухів)           | 6 листопада 1708                                | 14 липня 1722     | помер                                                                             |
| X                                                            |         | Павло Полуботок (1660–1724)     | наказний гетьман        | 1722                                            | 1724              | помер у в'язниці                                                                  |
| Малоросійська колегія (Степан Вельямінов) 1722-1727          |         |                                 |                         |                                                 |                   |                                                                                   |
| 10                                                           |         | Данило Апостол (1654–1734)      | 1727 (Глухів)           | 12 жовтня 1727                                  | 29 березня 1734   | помер                                                                             |
| X                                                            |         | Яків Лизогуб (1675–1749)        | наказний гетьман        | 1733                                            | 1749              | помер                                                                             |
| Правління гетьманського уряду (Олексій Шаховський) 1734-1745 |         |                                 |                         |                                                 |                   |                                                                                   |
| 11                                                           |         | Кирило Розумовський (1728–1803) | 1750 (Глухів)           | 22 лютого 1750                                  | 17 листопада 1764 | подав у відставку                                                                 |
| Друга Малоросійська колегія 1764-1786 (Петро Рум'янцев)      |         |                                 |                         |                                                 |                   |                                                                                   |

Деякі історики, серед яких Микола Аркас піддавали сумніву легітимність виборів Тетері звинувачуючи останні в корупції. Крім того, деякі джерела стверджують, що вибори Тетері відбулися в січня 1663 р. Вибори Тетері призвели до повстання Поволоцького полку в 1663 році, а потім великої кількості заворушень в сучасному регіоні Кіровоградської області, як і на Поліссі (усі на Правобережній Україні). Крім того, політична криза, яку викликало повстання Пушкаря-Барабаша розділила повністю Гетьманщину за двома берегами Дніпра. Так збіглося, що 10 січня 1663 року Московське царство створило новий Малоросійський приказ (Приказ) в рамках свого посольства.
За поручительства Шарля Ольє де Нуантеля, Юрій Хмельницький був звільнений з турецького полону, призначений і разом з Пашею Ібрагімом був направлений в Україну боротися проти московських військ Самойловича і Ромадановського. У 1681 році Мехмед IV призначив Георге Дука Гетьманом України, замінивши Хмельницького.
Після анафеми на гетьмана Івана Мазепу та обрання Івана Скоропадського, Гетьманщина була включена до Російської Київської губернії у грудні 1708. Після смерті Скоропадського гетьманські вибори були зірвані й були заміщені винагородженням князівськими титулами, спершу молдавського шляхтича, а потім фаворита імператриці Росії.
5 квітня 1710 року Радою козаків, серед яких були ветерани битви під Полтавою, обраний Пилип Орлик як гетьман України у вигнанні. Орлик вів партизанську війну на південних кордонах Російської імперії за підтримки Османської і Шведської імперій.

## Зовнішні посилання
- Shcherbak, V. Institution of Hetmans [Архівовано 5 квітня 2013 у Wayback Machine.]. Encyclopedia of History of Ukraine. "Naukova dumka". Kiev 2004
- Hetman [Архівовано 25 січня 2021 у Wayback Machine.]. Encyclopedia of Ukraine.